# Falling Away from Me
Falling Away from Me – pierwszy singel amerykańskiego zespołu numetalowego Korn, pochodzący z albumu Issues.

## Teledysk
Teledysk wyreżyserował wokalista Limp Bizkit Fred Durst (który pojawia się na moment pod koniec klipu). Jest to kontynuacja teledysku Freak on a Leash; rozpoczyna go końcowa animacja. Wideoklip pokazuje młodą dziewczynę, która jest wyraźnie zaniepokojona z powodu oprawcy (jej ojca) oraz opuszcza dom w środku nocy, naprzemiennie z występem zespołu w pomieszczeniu z żarówkami.